# آرلی (ویرجینیای غربی)
آرلی (به انگلیسی: Arlee) یک منطقهٔ مسکونی در ایالات متحده آمریکا است که در شهرستان ماسون، ویرجینیای غربی واقع شده است. آرلی ۱۹۸٫۱۲ متر بالاتر از سطح دریا واقع شده است.